# 크랙 (2009년 영화)
《크랙》(Cracks)은 스페인에서 제작된 조던 스콧 감독의 2009년 드라마 영화이다. 에바 그린 등이 주연으로 출연하였고 웨시 딕슨 등이 제작에 참여하였다.
이 영화는 2009년 12월 4일 영국과 아일랜드에서 극장 개봉하였다. 미국에서는 2011년 3월 18일 IFC 필름스에 의해 개봉되었으며 2011년 말 쇼타임에서 초연되었다.
이 영화는 2008년 5월 제작되었으며 실바 콜러의 1999년 소설 《크랙스》(Cracks)에 기반을 둔다. 이 영화는 대부분 아일랜드 위클로주에서 촬영되었다.

## 출연

### 주연
- 에바 그린

### 조연
- 주노 템플
- 마리아 발베르드
- 이모겐 푸츠
- 엘리 넌
- 아델 맥캔
- 조 캐롤
- 클레미 더그데일

## 기타
- 원작자: 쉬러 콜러
- 공동제작: 찰스 퍼글리즈
- 공동제작: 말콤 리브
- 라인프로듀서: 폴 마일러
- 미술: 벤 스콧
- 세트: 제니 오만
- 의상: 앨리슨 번
- 배역: 샤힌 베이그